# دختر (فیلم ۲۰۱۲)
دختر (به انگلیسی: The Girl) فیلمی محصول سال ۲۰۱۲ و به کارگردانی دیوید ریکر است. در این فیلم بازیگرانی همچون ابی کورنیش، ویل پاتون و رائول کاستیلو ایفای نقش کرده‌اند.